# فابیان وارگاس
فابیان وارگاس (انگلیسی: Fabián Vargas؛ زادهٔ ۱۷ آوریل ۱۹۸۰) بازیکن سابق فوتبال اهل کلمبیا است که در پست هافبک بازی می‌کرد. او بیشتر دوران حرفه‌ای خود را با بازی در آمریکا ده کالی و بوکا جونیورز گذراند و بیش از ۱۰۰ بازی برای هر دو باشگاه انجام داد.
وی همچنین در تیم ملی فوتبال کلمبیا بازی کرده‌است.